# (38529) 1999 UR6
(38529) 1999 UR6 là một tiểu hành tinh vành đai chính, with an absolute magnitude of 14.6. Nó được phát hiện qua chương trình tiểu hành tinh Beijing Schmidt CCD ở trạm Xinglong ở tỉnh Hồ Bắc, Trung Quốc ngày 29 tháng 10 năm 1999.